# Siegerland

Siegerland binnen Duitsland

Siegerland is een streek in de Duitse deelstaat Noordrijn-Westfalen. Het omvat het dal van de rivier de Sieg in het oostelijk deel van het Rijnlands leisteenplateau.
In Siegerland zijn er vindplaatsen van ijzererts en al tijdens de middeleeuwen werden deze ontgonnen.